# تینا بنو
تینا بنو (استونیایی: Tiina Benno؛ زادهٔ ۱ ژانویهٔ ۱۹۶۱) سیاستمدار و نماینده سابق مجلس اهل استونی است.